# Tomburg

Tomburg

Tomburg är en ruin av en högborg som ligger på toppen av kullen Tomberg, ett naturskyddsområde knappt två kilometer sydväst om byn Wormersdorf i kommunen Rheinbach i södra Nordrhein-Westfalen i västra Tyskland.

## Historia
Spår av bosättning på Tomberg går tillbaka till 300-talet, då romarna var herrar över området. Borgen restes kring år 900 och kom att byggas ut avsevärt under de följande århundradena.
Pfalzgreven Ezzo av Lothringen och hans hustru Matilda, som var dotter till kejsar Otto II, residerade i Tomburg kring år 1000. Deras dotter, Rikissa, gifte sig 1013 med Polens blivande kung och blev 1025 drottning av Polen, medan sonen Otto ärvde pfalzgrevskapet och blev 1045 hertig av Schwaben och dog på Tomburg 1047. I mitten av 1000-talet tillhörde borgen ärkebiskopsdömet Köln. I en urkund från år 1052 bekräftade påve Leo IX för ärkebiskop Hermann II att Tomburg, tillhörande kyrka och en rad ytterligare orter tillhörde ärkebiskopsdömet. Grevarna av Kleve hade sedan borgen i sin ägo från 1090 och efter dem följde från 1230 herrarna av Müllenark. De kallade sig från den tiden för "von Tomburg".
Efter en händelserik historia förlorade borgen på 1300-talet sin militära betydelse. De i släkten von Tomburg som var verksamma som rövarbaroner använde borgen som tillflyktsort. Efter 1420 fick borgen, genom arvsdelning, flera olika ägare. Efter en konflikt mellan Fredrik von Sombreff, Herr zu Tomburg und Landskron, och hertigen av Jülich, erövrades Tomburg av den senare. Efter att borgen förstördes nästan fullständigt, den 7 september 1473, återuppbyggdes den aldrig mer.